# RED (B'zの曲)
「RED」（レッド）は、日本の音楽ユニット・B'zの楽曲。2015年6月10日にVERMILLION RECORDSより52作目のシングルとして発売された。

## 概要
前作『有頂天』から約5か月ぶりのシングル。2nd beat無しの1曲収録のシングルとなっており、1曲収録は20thシングル『Real Thing Shakes』（1996年）以来19年ぶりとなる。
「通常盤」「初回限定盤」「赤盤」の3種の形態でリリースされる。
- 通常盤
CDのみの形態。
- 初回限定盤
「CD+DVD」の仕様。付属のDVDには、リリース当時敢行中だったライブツアー『B'z LIVE-GYM 2015 -EPIC NIGHT-』より、4月2日、4日、5日の横浜アリーナ公演の初出しライブ映像、および撮り下ろし映像で制作された「RED」のミュージックビデオを収録。
- 赤盤
「CD＋オリジナルリストバンド封入」のREDケース仕様。広島東洋カープのチームカラーでもある『RED』ケース仕様に、特製オリジナルリストバンドを封入。この盤には100枚限定で稲葉と松本、黒田投手の直筆サイン入りCDが含まれた[9]。

発売日前後のメンバーのTV出演によるプロモーション活動は行われておらず、テレビでの披露も行われていない。

## チャート成績
発売初週で15.7万枚を売り上げ、6月22日付のオリコン週間シングルランキングで初登場首位を獲得。
オリコン集計で182,262枚を売り上げ、6月度月間チャート1位を獲得した。シングルでの月間1位獲得は2011年にリリースした『Don't Wanna Lie』以来4年ぶりである。また、本作は2015年唯一のバンドアーティストでの月間チャート1位獲得シングルである。

## 収録曲
| #         | タイトル  | 作詞      | 作曲      | 編曲                         | 時間 |
| --------- | --------- | --------- | --------- | ---------------------------- | ---- |
| 1.        | 「RED」   | 稲葉浩志  | 松本孝弘  | 松本孝弘・稲葉浩志・寺地秀行 | 3:56 |
| 合計時間: | 合計時間: | 合計時間: | 合計時間: | 合計時間:                    | 3:56 |

| #  | タイトル             | 作詞 | 作曲・編曲 |
| -- | -------------------- | ---- | ---------- |
| 1. | 「RED」(MUSIC VIDEO) |      |            |

## 楽曲解説
CD
1. RED
  - 2015年に広島東洋カープに復帰した黒田博樹投手の、マツダスタジアムでの登場曲のために書き下ろされた楽曲。B'zとしては「ultra soul」（世界水泳）など、スポーツの大会に楽曲を提供しているが、特定のアスリートのために曲を制作したのは今回が初となる。
  - 楽曲制作の経緯は、2015年2月にロサンゼルスで黒田と松本が食事をともにする機会があり、そこで意気投合したことによるもの。その食事の翌々日には黒田からB'zに直々に登場曲制作の依頼があり、それを快諾した。依頼を受けた日から初登板予定の日までは1か月程度という厳しいスケジュールだったが、B'zは全国ツアーの合間を縫って「RED」を完成させた。松本は「開幕まであまり時間がなかったのですが、このオファーはミュージシャンとして興味深く、良い楽曲ができそうな予感はありました」とコメントし、稲葉は「特定のアスリートのための作品作りは初めてだったので、非常に新鮮な気持ちでやらせてもらいました。」とコメントしている。
  - 楽曲は松本曰く、「黒田投手御自身、延いてはファンの皆様の士気の上がる楽曲を提供しなければという想いがありました」というイメージで制作された。カントリーミュージックの代名詞的な楽器・バンジョーのリフから始まるアレンジになっており、「アメリカから帰って来たサムライ」をイメージしている。
  - 歌詞について稲葉は、「どんな試合でも粘り強く寡黙に投げる」という黒田投手のイメージのもと、その裏での他人には見せない葛藤なども想像しながら言葉を選んだという。また、単なる黒田投手のテーマソングとしてではなく、それを歌う自分や聞き手も自分を投影できるような楽曲になったと稲葉は語っている。
  - 歌詞のサビの出だしは、「(R)楽はしない (E)偉ぶらない (D)誰のせいにもしない」をはじめとして、「(R)礼を尽くし (E)栄華を捨て (D)泥まみれにもなろう」など、いずれも「R」「E」「D」を用いた折句になっている。
  - 曲を提供された黒田は、「日本だけでなく世界でも活躍されているアーティストに曲を作っていただいて、松本さん、稲葉さん始め、曲作成に携わっていただいたみなさんに感謝の気持ちでいっぱいです。いいピッチングをして少しでも恩返しができたらと思います」とコメントしている。
  - RCCから発売された映像作品『黒田博樹「15」の記録／記憶』にRCCオリジナル映像と合わせて特別収録されている。
  - 20thアルバム『DINOSAUR』には未収録となり、現在CDシングルの表題曲の中では唯一のアルバム未収録となっている。

DVD (初回限定盤のみ)
- 「RED」MUSIC VIDEO

## タイアップ
- スカパー!「スカパー! プロ野球交流戦」「もっと、ドキドキな毎日『黒田篇』」CMソング
- 日本テレビ系『スッキリ!!』2015年6月度エンディングテーマ

## 参加ミュージシャン
- 松本孝弘：ギター・作曲・編曲
- 稲葉浩志：ボーカル・作詞・編曲
- 寺地秀行：編曲
- バリー・スパークス：ベース
- シェーン・ガラース：ドラム

## ライブ映像作品
RED
- B'z LIVE-GYM 2015 -EPIC NIGHT-
- B'z COMPLETE SINGLE BOX（特典DVD）
- B'z LIVE-GYM 2019 -Whole Lotta NEW LOVE-
- B'z SHOWCASE 2020 -5 ERAS 8820- Day1〜5